# James May on the Moon
James May on the Moon è un documentario della televisione inglese BBC nel quale James May commemora il quarantesimo anniversario dello sbarco sulla luna.
Prima di provare di persona l'assenza di gravità e accelerazioni simili a quelle di un razzo Saturn V, May intervista Harrison Schmitt, Alan Bean, e Charlie Duke, astronauti del programma Apollo che hanno camminato sulla luna.
Come passeggero di un aereo spia Lockheed U-2, May vola ai confini dello spazio ad una quota di circa 21000 m, da dove è chiaramente visibile la curvatura della Terra.